# Nevers
Nevers [nəˈvɛʀ] este un oraș în Franța, prefectura departamentului Nièvre, în regiunea Bourgogne.

## Geografie
Nevers este situat într-o zonă deluroasă de pe malurile Loarei, la confluența cu râul Nièvre și la aproximativ 260 de kilometri sud de Paris.

## Istoria
Numele orașului în vremea galo-romană a fost Noviodunum, mai târziu a fost schimbat în Nebirnum, după numele râului Nièvre. Numeroase descoperiri arheologice dovedesc importanța așezării din acele timpuri. În evul mediu timpuriu, la sfârșitul secolului al V-lea, Nevers devenea sediu episcopal. În secolul al XIV-lea a fost aici sediul unei universități mutată aici din Orléans, dar care mai apoi dusă nou Orléans.

## Educație
- Institut supérieur de l'automobile et des transports

## Obiective turistice

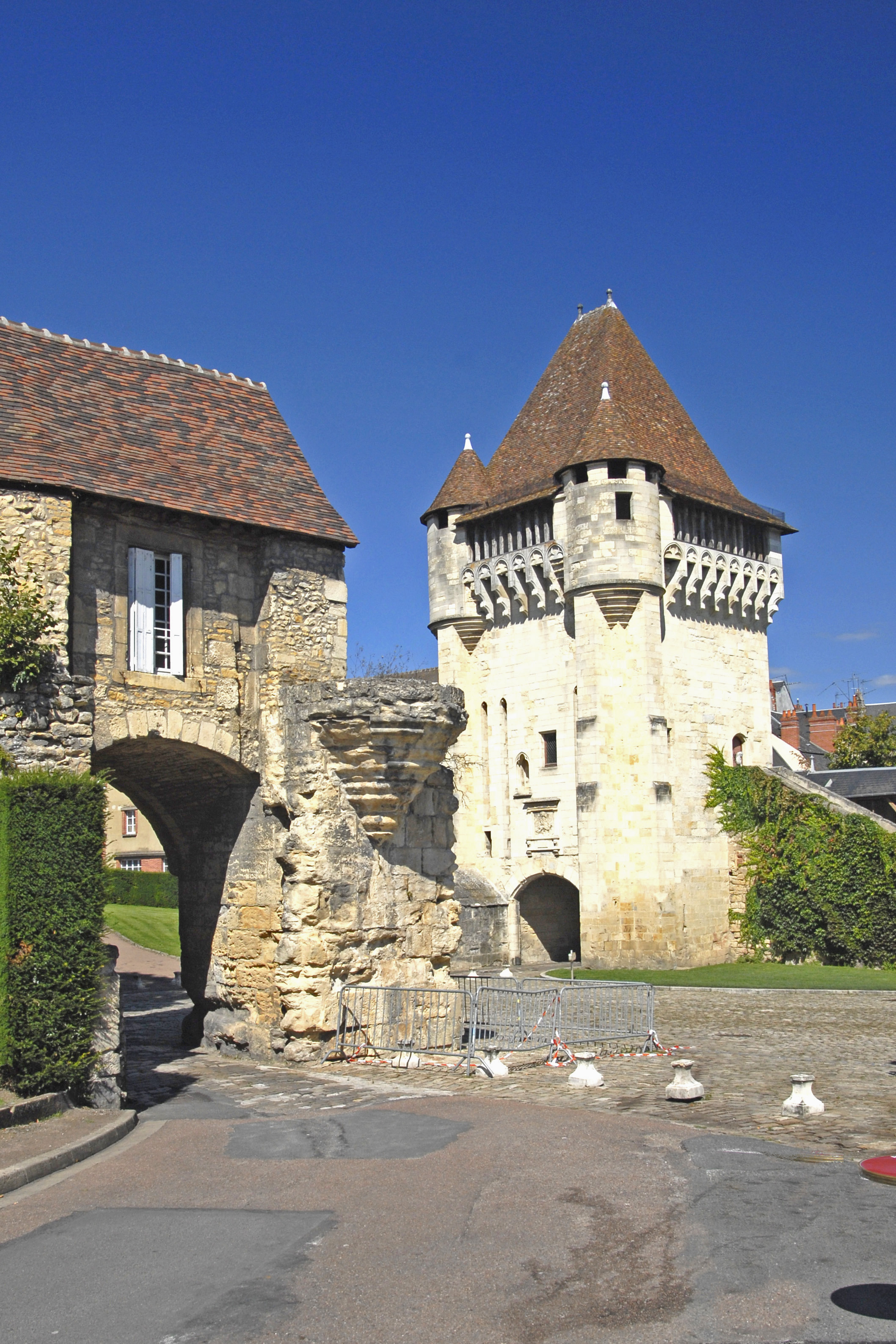
Porte du Croux, cu Barbacane

- Orașul vechi: ulițe înguste, numeroase case de oraș vechi din secolul al XIV-lea - secolul al XVII-lea
- Tour Goguin: Pe malurile Loarei află fostul  turn al fortificației medievale, numit Tour Goguin. A fost construit în secolul al XII-lea și mai târziu reconstruit într-o moară de vânt.
- Porte du Croux: Turnul pătrat cu turnulețe în colt din secolul al XIV-lea este o rămășiță a vechii fortificații și a fost cândva intrarea principală în oraș pe direcția Paris.

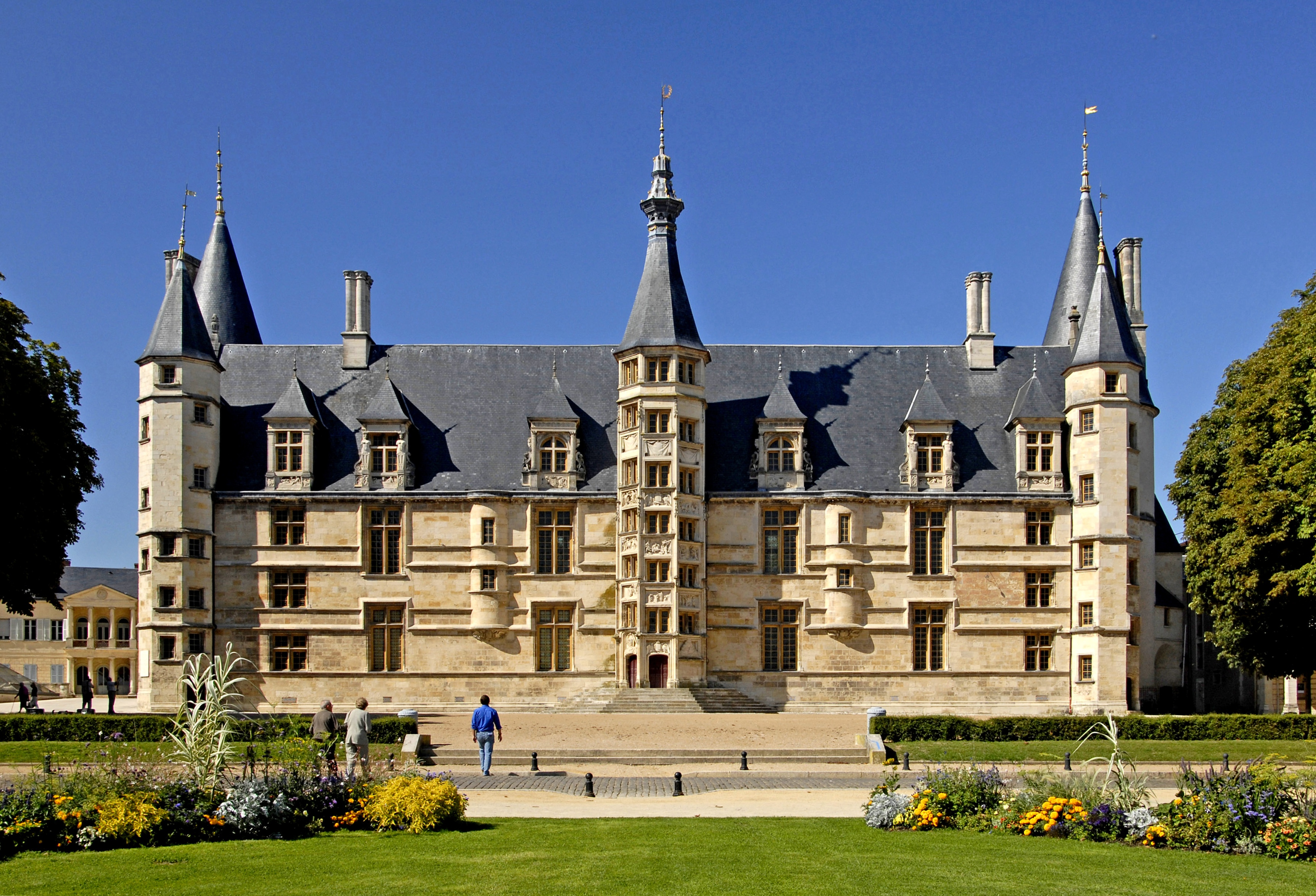
Palais Ducal

- Palais Ducal: Palatul Ducal din Nevers a fost construit în secolele XV și XIV și este unul dintre cele mai importante clădri feudale în centrul Franței. Ducele Jean de Clamency a dispus construirea lui în 1460. Fiecare fațadă este flancată cu un mic crenel și un turn rotund. Astazi palatul este folosit pentru receptii si diferite departamente ale administrației municipale, cum ar fi oficiul de turism.
- Porte de Paris: Arc de triumf din secolul al XVIII-lea amintește de victoria în Bătălia de la Fontenoy. În interior există un imn de Voltaire dedicat regelui de atunci Ludovic al XV-lea și datele construcție.
- Hôtel de Ville: Primăria a fost construită în secolul al IX-lea și este una dintre punctele de atracție ale orașului.

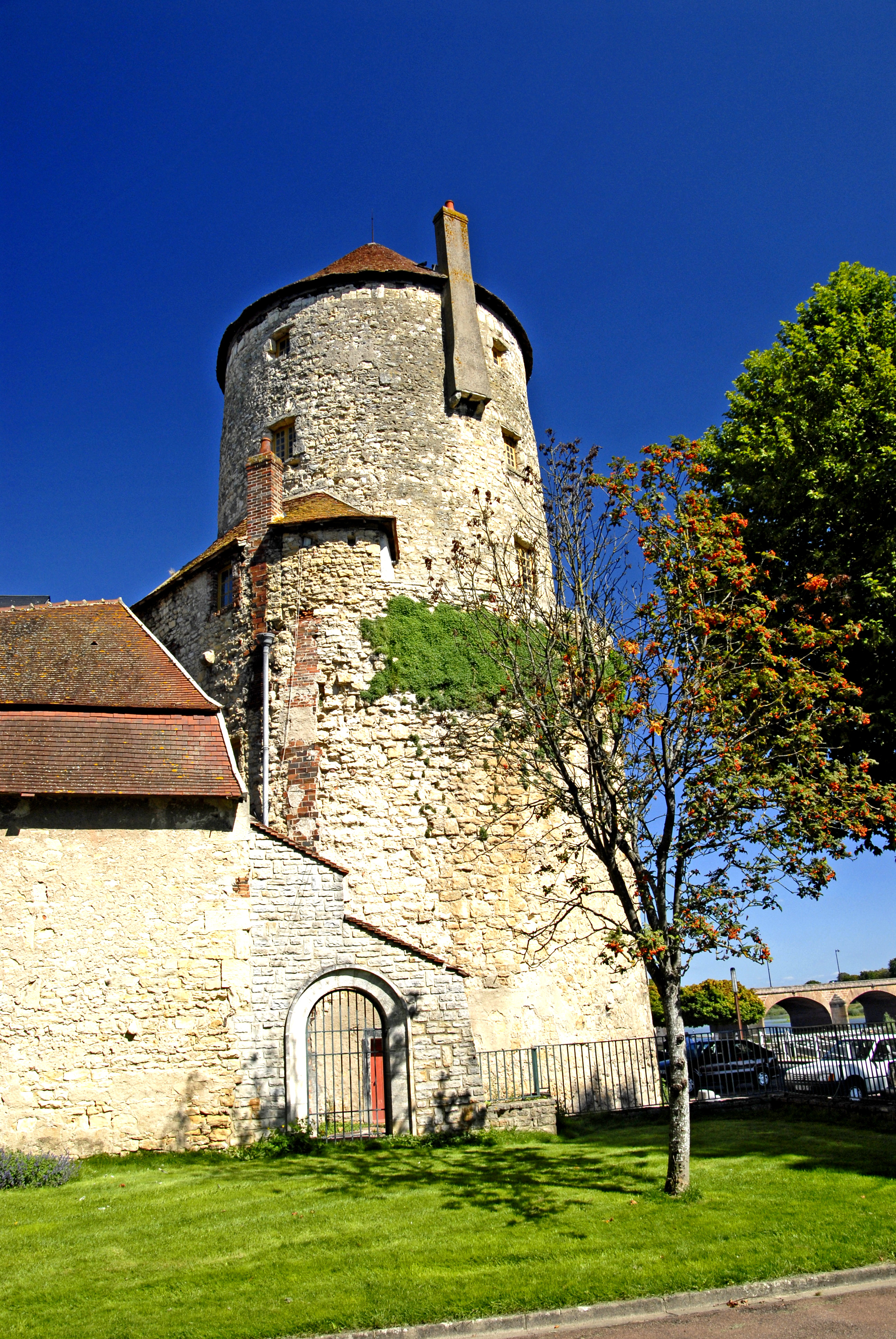
Tour Goguin
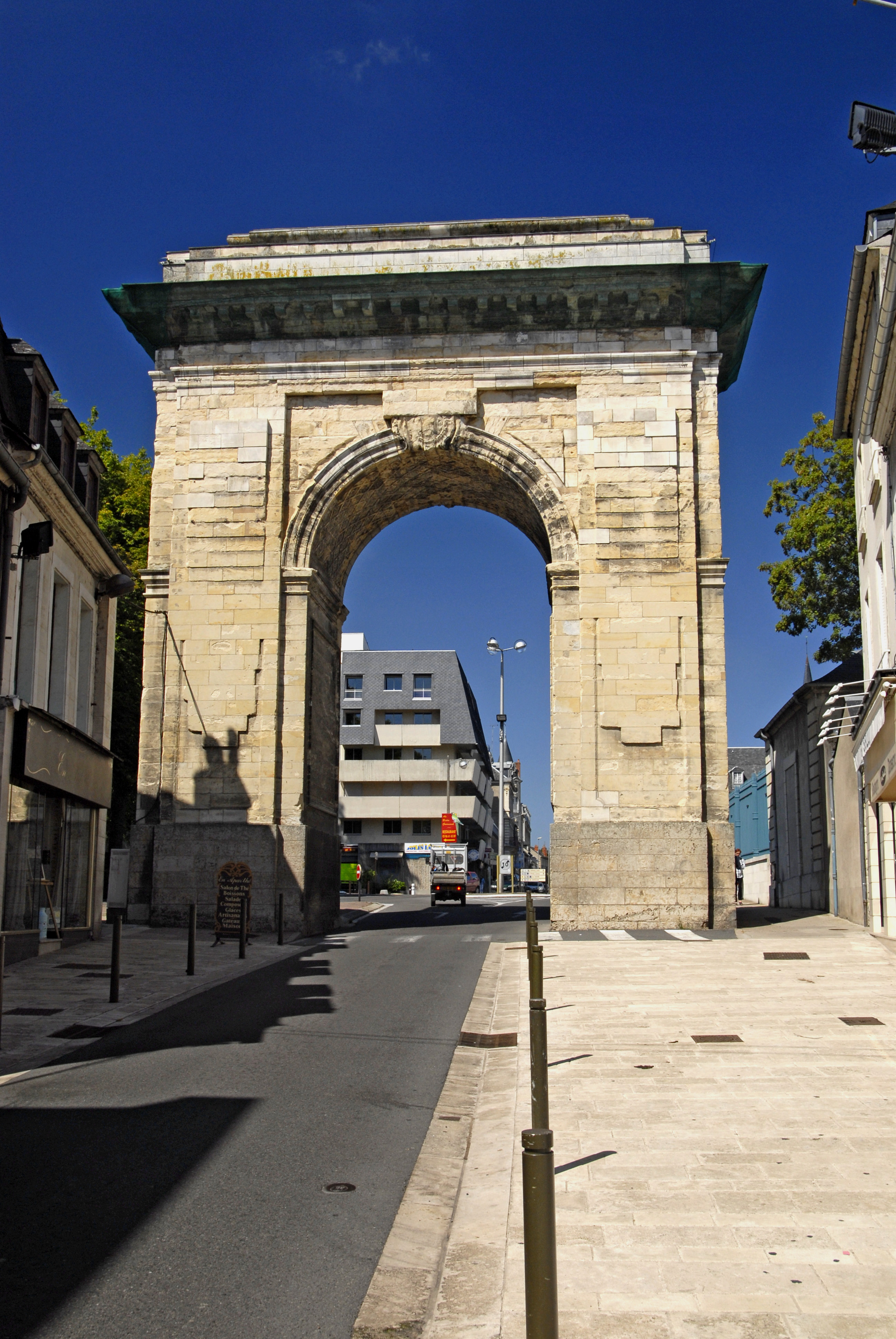
Porte de Paris
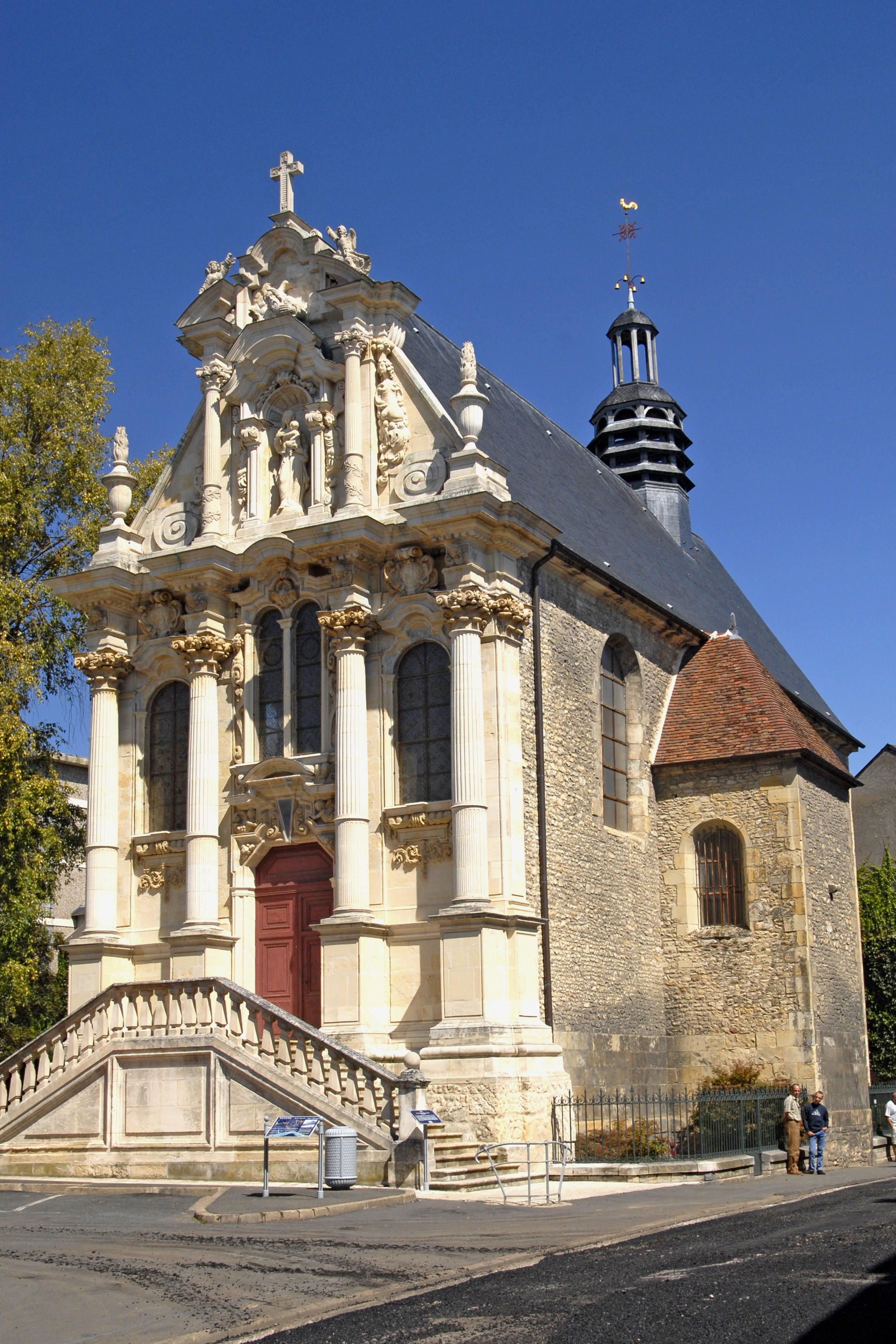
Capela
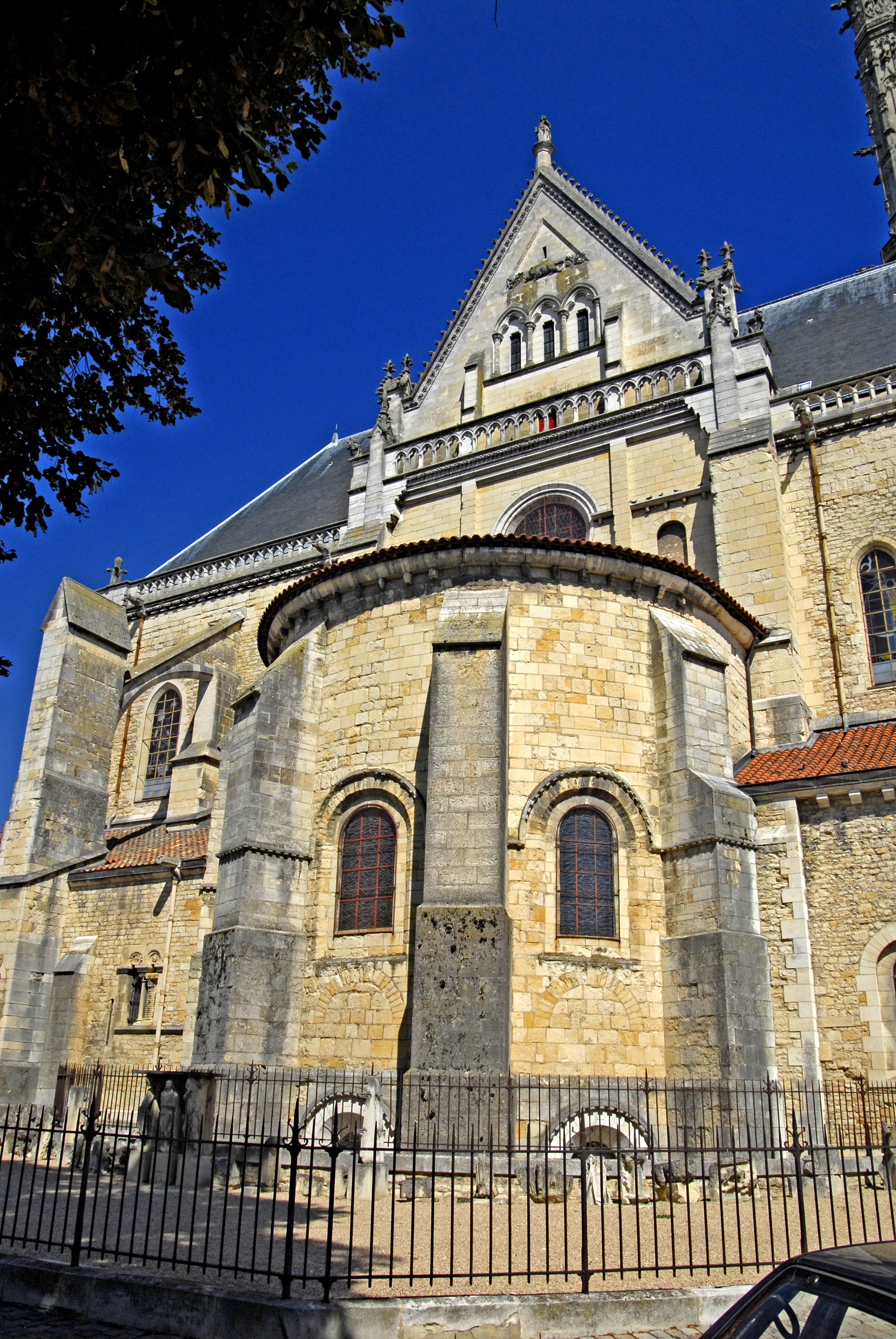
Catedrala Nevers

## Personalități născute aici
- Henriette de Sainte-Marie (1809 - 1875), compozitoare.

## Orașe înfrățite
- Curtea de Argeș, România